# 8-ма флотилія берегової оборони (Польща)
8-ма флотилія берегової оборони (пол. 8 Flotylla Obrony Wybrzeża im. Wiceadmirała Kazimierza Porębskiego) — флот берегової оборони Польщі, одне з трьох тактичних об'єднань Військово-морських сил Польщі. До складу флотилії входять три групи кораблів: дві протимінної оборони і одна транспортно-мінна, а також берегові підрозділи: протиповітряна оборона, інженерне забезпечення, дислоковані в західній частині узбережжя. Логістичне забезпечення сил здійснює командування морського порту. Флотилія була створена в 1965 році з Головної бази Військово-морського флоту, яка раніше була щецинської прибережною зоною. З 1 січня 2014 року Флотилія була передана в підпорядкування Головному командуванню Збройних Сил

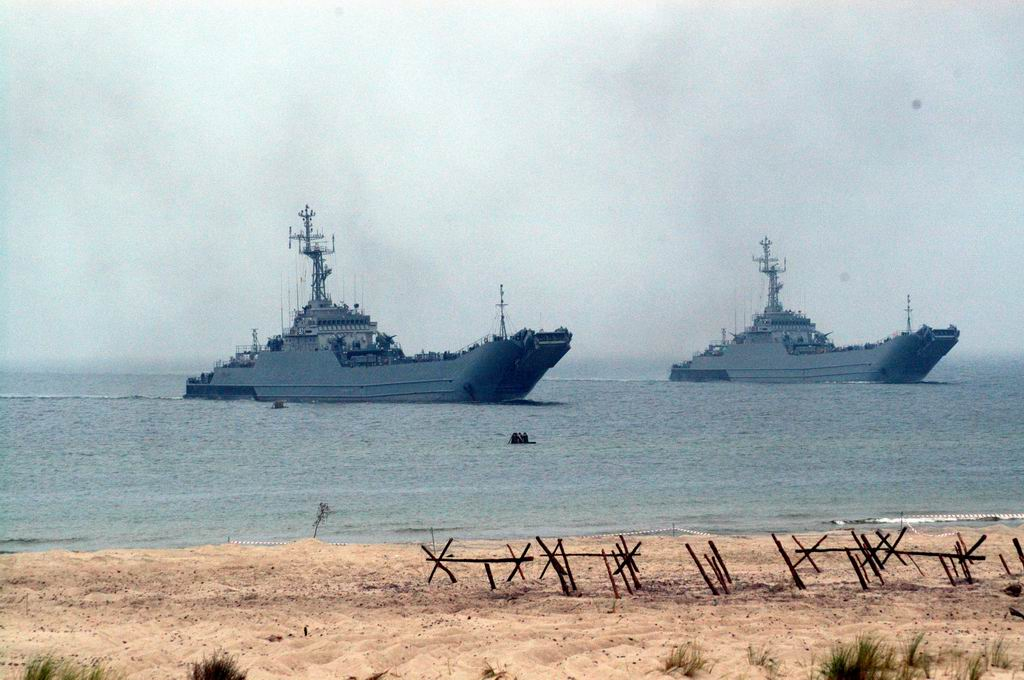
Мінно-транспортні кораблі проекту 767

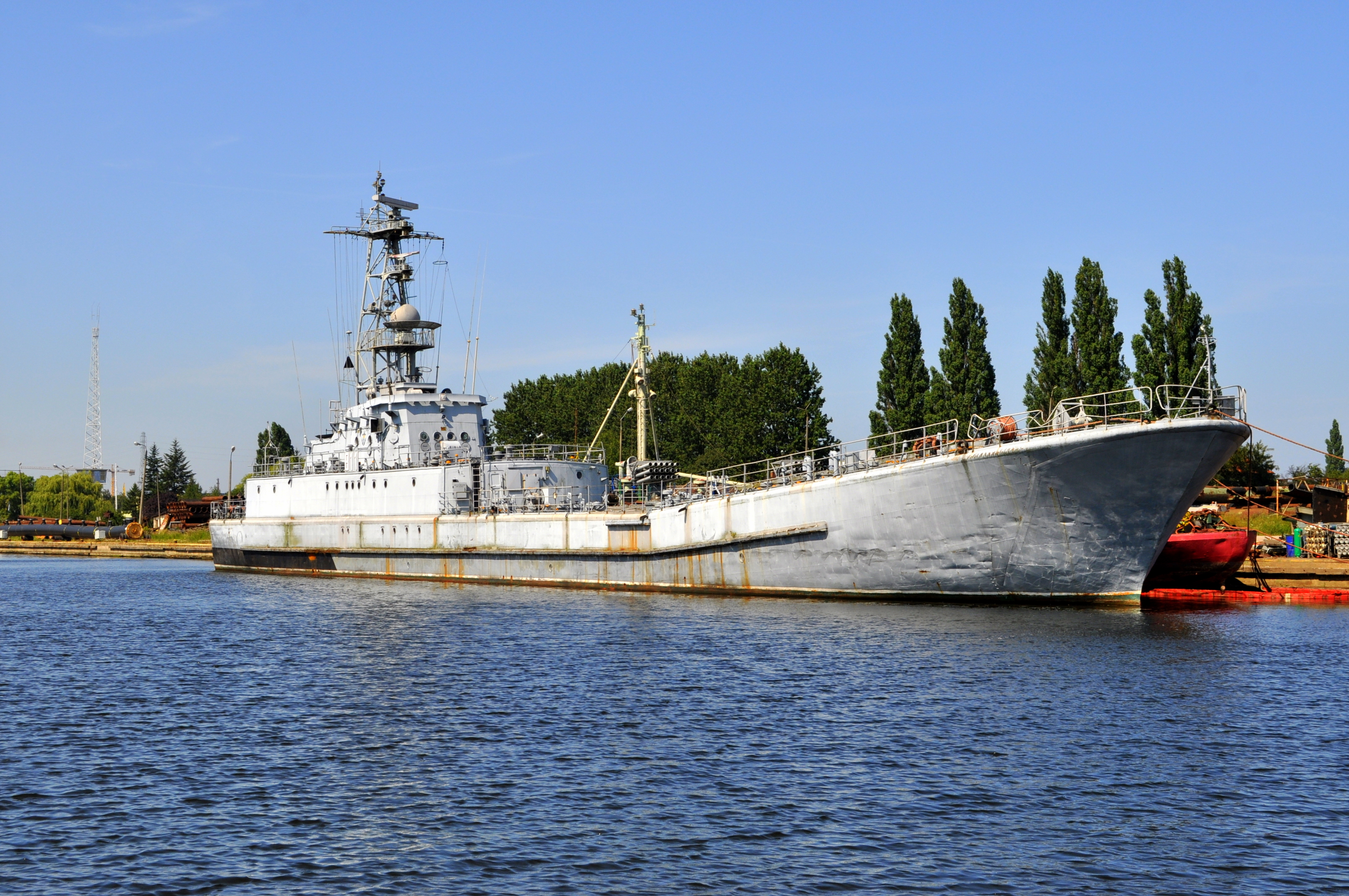
Десантний командний корабель ОРП "Грюнвальд"

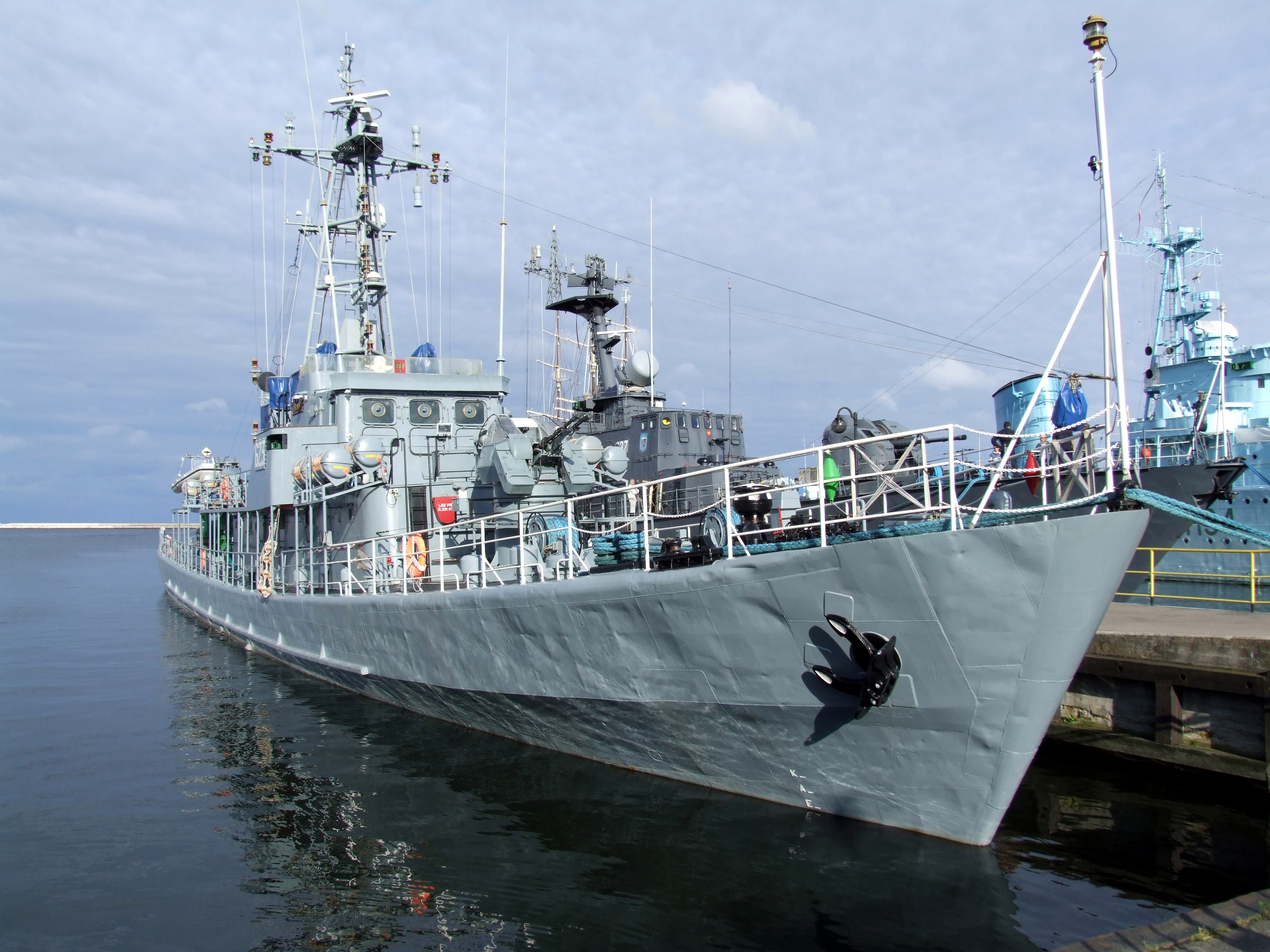
Мінний знищувач ОРП "Мева"

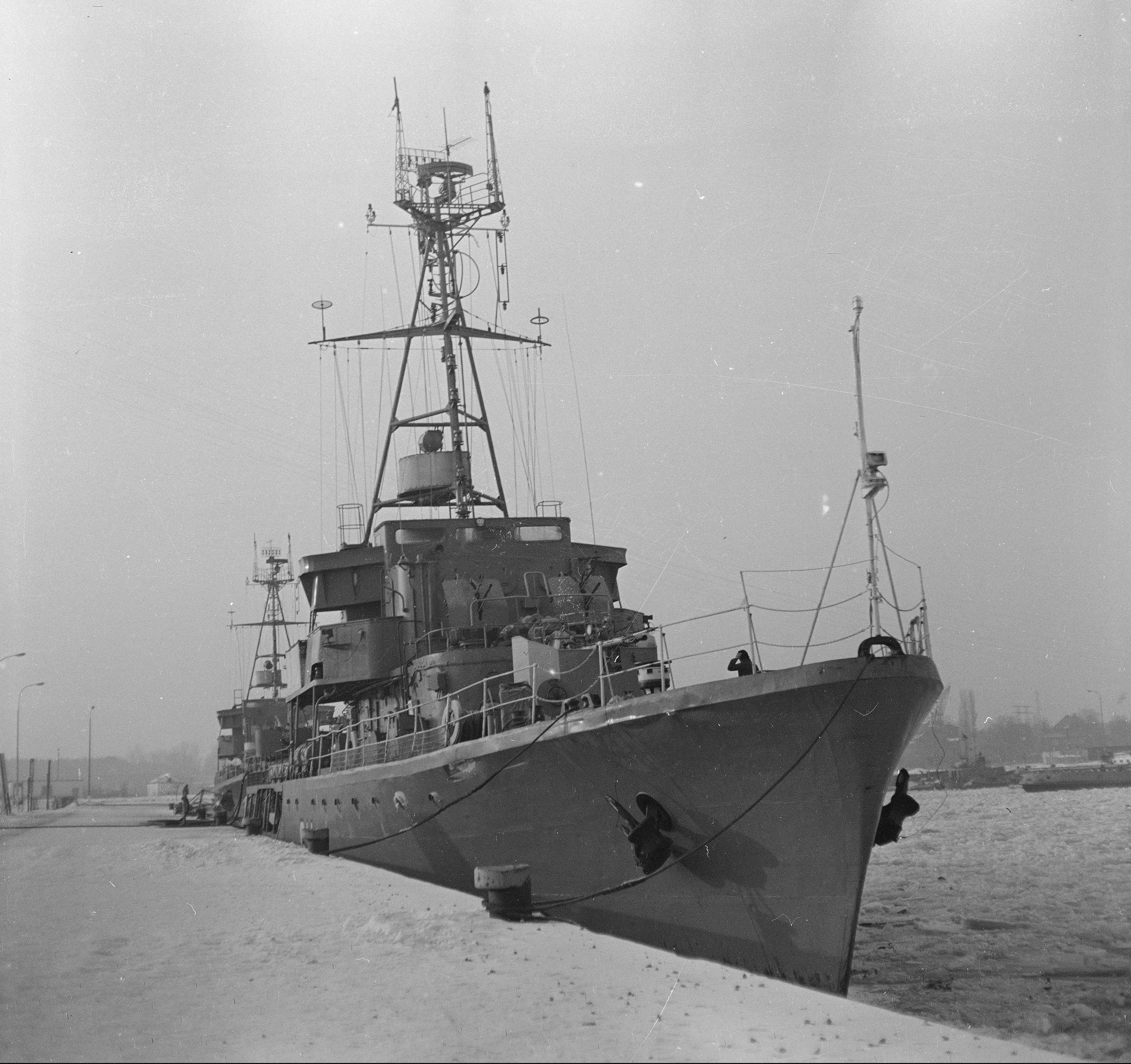
Один із тральщиків проекту 254

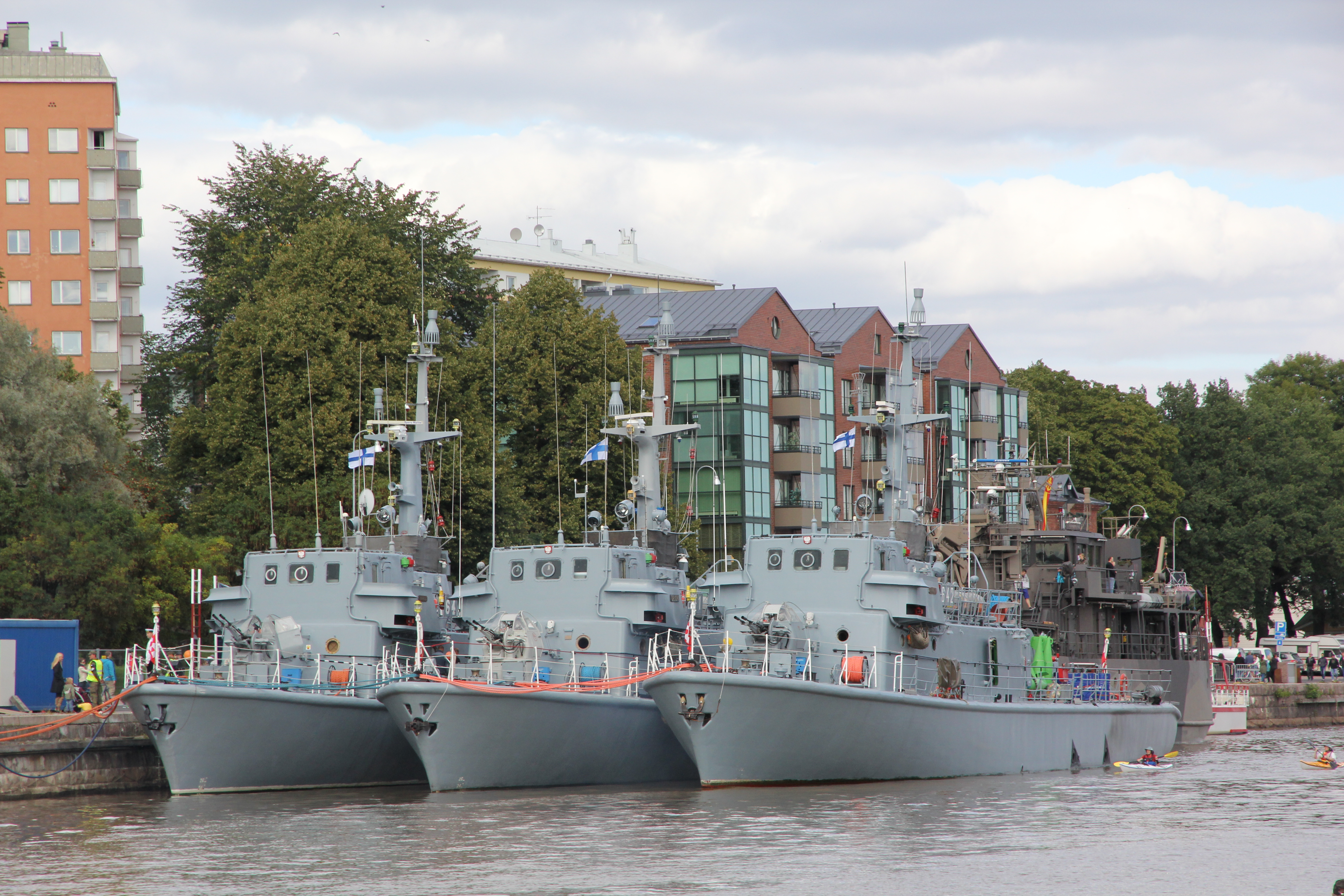
Тральщики проекту 207

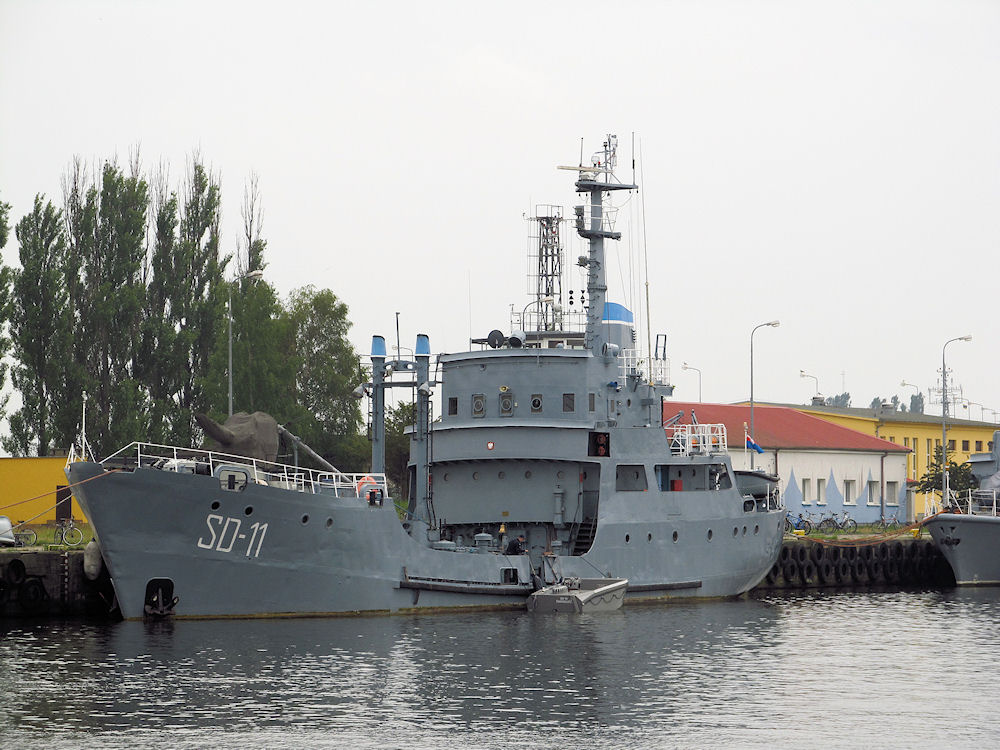
Станція розмагнічування СД-11

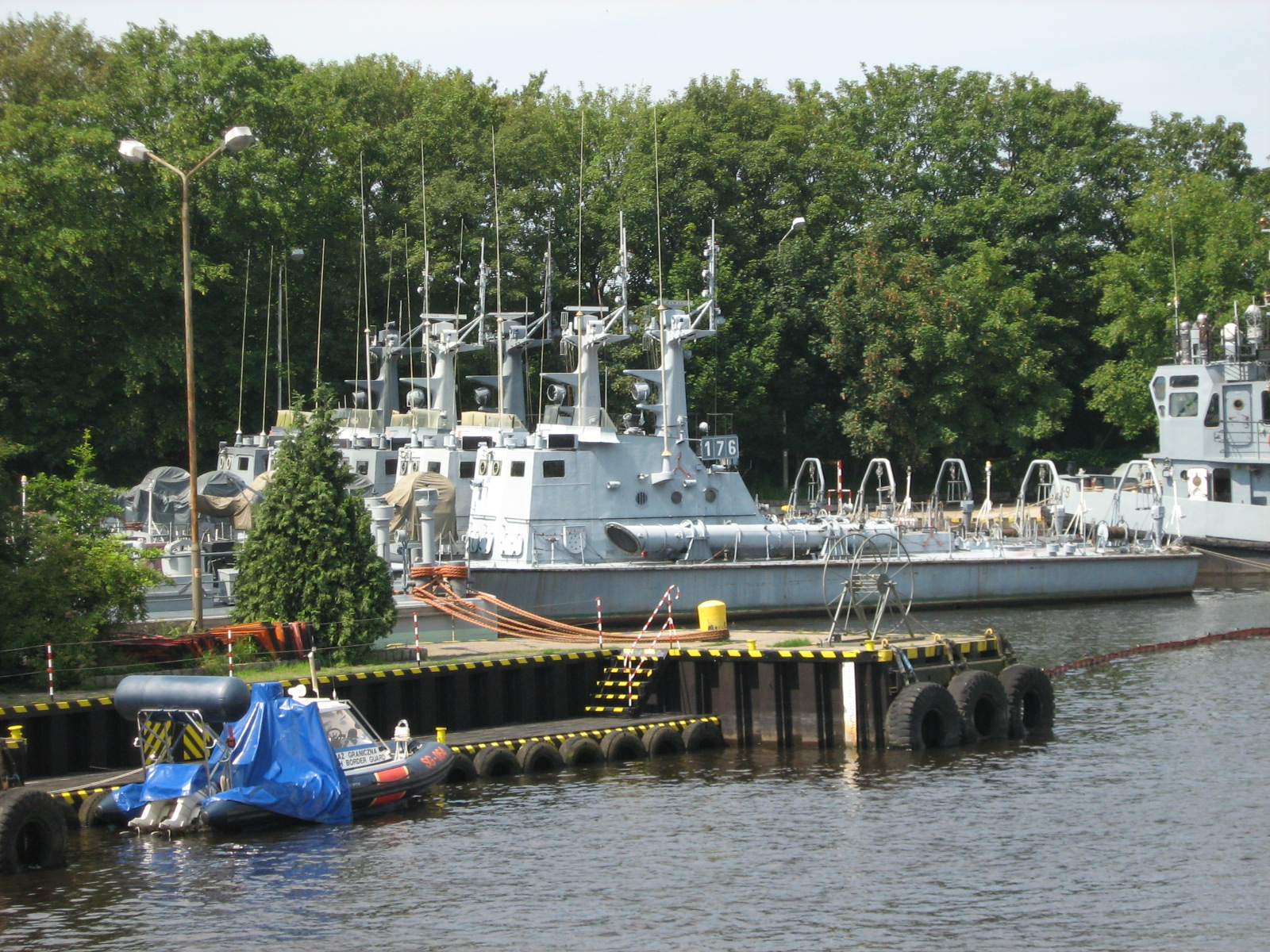
Катери проекту 918М

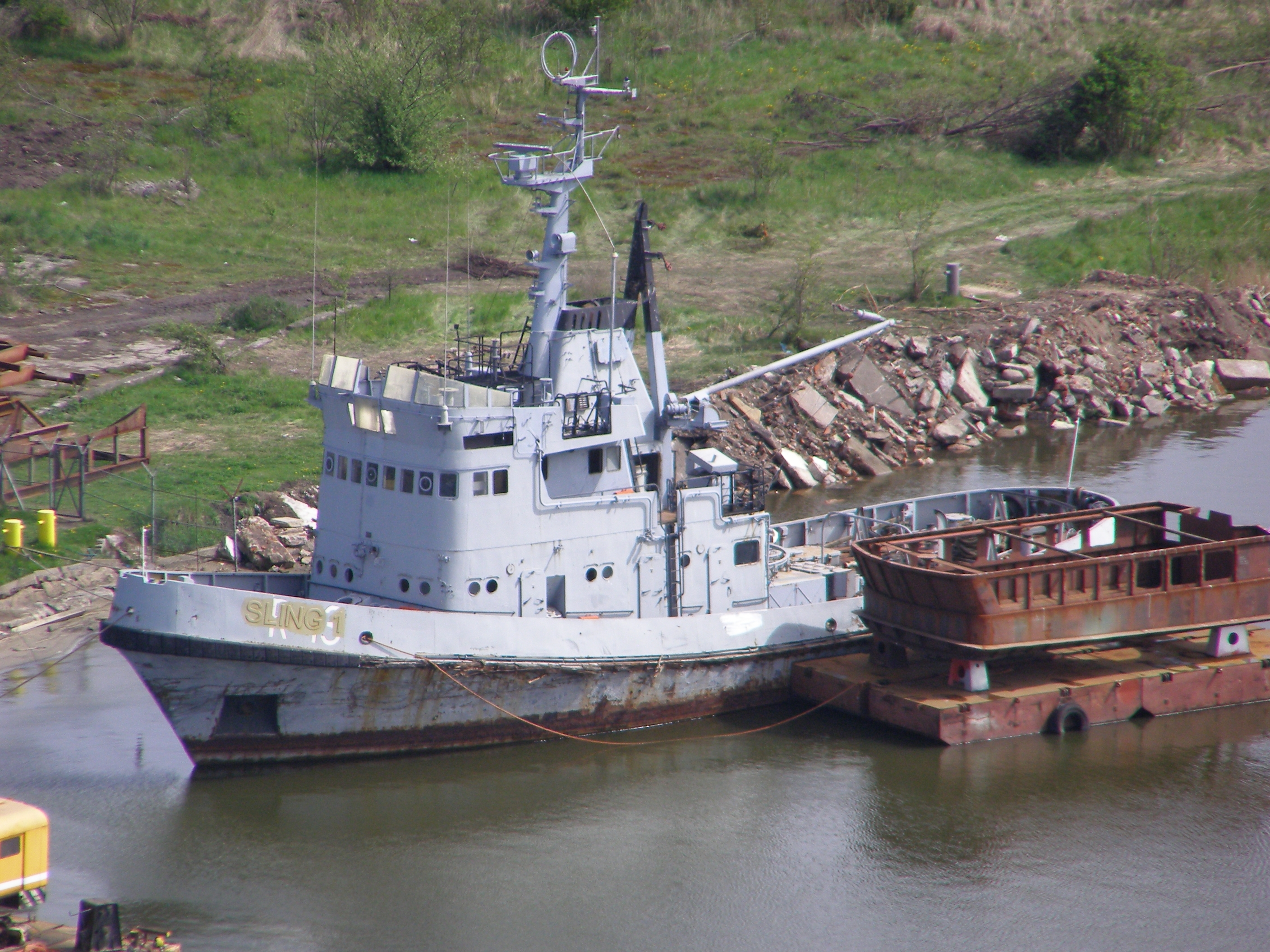
Вилучений „ORP Semko”

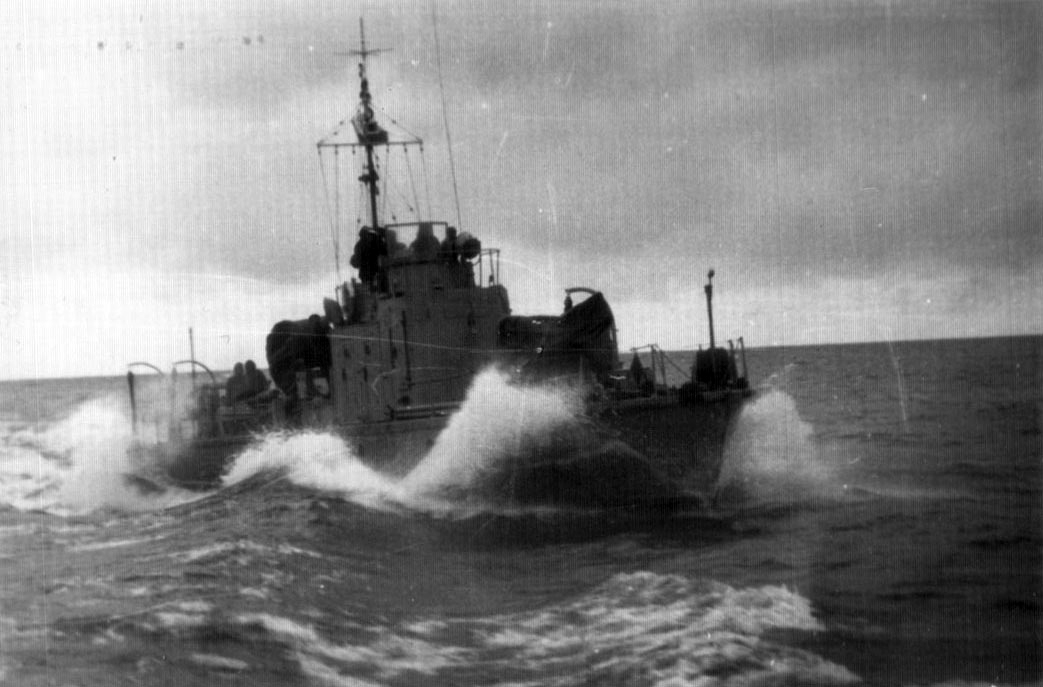
Траловий катер ТР-42

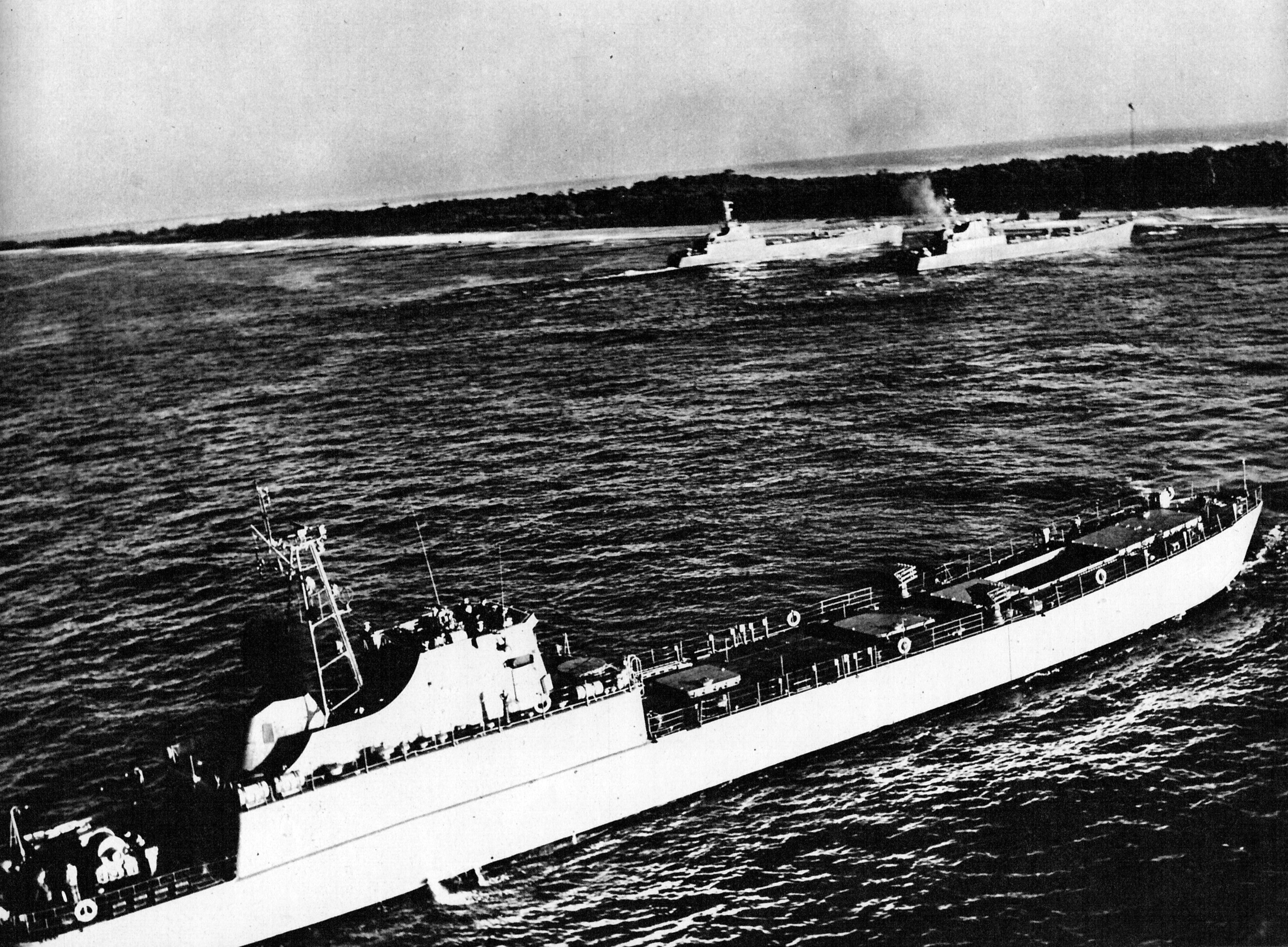
Десантний катер проекту 770D

## Історія
У липні 1949 року контр-адмірал Влодзімєж Штаєр, уже будучи командувачем ВМС, виступив із концепцією зосередження головних сил кораблів у Гдині, оскільки комплектування, постачання та ремонт флотилії в далекій СОН створювало серйозні труднощі. Нестача кораблів і створення нових видів озброєння, а також зміни міжнародної обстановки в поєднанні зі скороченням збройних сил змусили командування ВМФ більш реально шукати організаційні рішення для своїх частин. Таким чином, була створена концепція військово-морського базування та артилерійського захисту берегового шляху сполучення стаціонарними та мобільними артилерійськими батареями. 21 грудня 1950 року нова частина отримала назву Військово-морська база у Свіноуйсьце та номер 2454. Першим командиром став командир Тадеуш Рутковський.
У травні 1965 року, після розформування військово-морської бази в Свіноуйсьце та підпорядкованих їй підрозділів, наказом командира MW № 027 від 29 квітня 1965 року була створена 8-а флотилія берегової оборони. У цьому ж році були створені 2-а флотилія десантних катерів і 12-й базовий загін тральщиків. Також було відновлено командування морського порту разом з ескадрою допоміжних плавучих частин і військовим оркестром, переведеними з Устки.
1994 рік був дуже визначним для тактичної асоціації Свіноуйсьце. У червні 8 FOW отримав ім'я віце-адмірала Казімєжа Порембського. Також цього року рішенням Міністра національної оборони 29 квітня оголошено Флотилійним фестивалем.
У 1995 році після численних кадрових та організаційних змін 8-ма флотилія берегової оборони складалася з підрозділів, дислокованих у чотирьох містах: Свіноуйсьце, Мендзиздроє, Дзівнув і Колобжег. До складу флотилії входили:
- у Свіноуйсьце - командування флотилії, 2-й загін транспортних і мінних кораблів, 12-й загін тральщиків Волін, штаб військово-морського порту, 8-й район спостереження та зв'язку, гарнізонний оркестр, гарнізонний клуб і штаб гарнізону
- в Мендзиздроє - 8-а зенітно-артилерійська ескадрилья і 30-та протихімічна рота.
- у Дзівнові – 8-й колобжезький саперний батальйон польського флоту та 4-й батальйон мінного польського флоту.
- в Колобжегу - 16-а ескадра бойових катерів підводних човнів і командування морського порту.

Початок ХХІ століття приніс подальші організаційні зміни підрозділів Флотилії. У зв’язку з адаптацією військово-морських сил до стандартів НАТО з ладу було виведено близько десятка суден, а корабель матеріально-технічного забезпечення ORP Kontradmirał Xawery Czernicki був включений у лінію (1 вересня 2001 р.). Було розформовано 4-й гірничий батальйон військово-морського флоту в Дзівнові (30 вересня 2005), 16-й дивізіон ZOP Кутрува в Колобжегу (31 липня 2006) і командування військово-морського порту Колобжег (31 грудня 2006). 8-й район спостереження та зв'язку (30.10.2006) перейшов у підпорядкування на Центр телеінформаційного забезпечення та управління. 1 липня 2006 року в результаті демонтажу 9-го ПТРК командиру 8-го ПТРК було підпорядковано 13-ту ескадрилью тральщиків, дислоковану у військово-морському порту Гдиня. Зазначимо, що кораблі 13-ї ескадри тральщиків залишалися у складі флотилії з 2006 по 2009 рік, потім були підпорядковані командиру 3-тій флотилії кораблів, щоб повернутися до складу 8-ї ПС 1 листопада 2013 року. Водночас Військовий оркестр польського флоту підпорядковувався коменданту Варшавського гарнізону. 31 грудня 2013 року командування гарнізону Свіноуйсьце було розформовано. Раніше, в результаті реформи охорони здоров’я, Військово-спеціалізована медична клініка була перетворена на незалежну громадську установу охорони здоров’я, підпорядковану Інспекції охорони здоров’я у Варшаві. 1 січня 2014 року 8 FOW було підпорядковано безпосередньо Головкому Збройних Сил у Варшаві.

## Діяльність
До складу 8-ї флотилії берегової оборони входять переважно протимінні підрозділи. Має два дивізіони протимінних кораблів із 17 тральщиками та 3 протимінними винищувачами, які забезпечують виконання завдань ВМС у районі боротьби із загрозами на морі. Екіпажі флоту беруть участь у міжнародних навчаннях: «Балтопс», «Північні береги», «Оупен Спіріт» і «Сквадекс».
Кораблі ескадри транспортно-мінних кораблів, що входять до складу 8-го ЗСУ, забезпечують можливість морського транспортування військ і техніки іншим видам Збройних Сил. У рамках несення бойового чергування кораблі 8-ї ОРБ забезпечують безпеку входу газовозів до LNG-терміналу у Свіноуйсьце. Військово-морські сили 8-го FOW дислокуються у військово-морському порту в Свіноуйсьце та Гдині.

## Завдання
- протимінний захист кораблів ВМС
- встановлення морських мін
- транспортування техніки та живої сили на беззбройний берег
- ППО Західного узбережжя у взаємодії з ВПС
- протихімічного та інженерного захисту сил ВМФ, дислокованих на Західному узбережжі
- відтворення боєздатності кораблів у морських портах і базах
- демонстрація присутності польського військового прапора в територіальних водах
- підтримання високої бойової готовності
- несення бойової служби
- участь у рятуванні людей на морі

## Флот
До складу флотилії входять такі суда:

Мінно-транспортні кораблі проекту 767 «Lublin»
- ORP Lublin[pl]
- ORP Gniezno
- ORP Poznań[pl]
- ORP Kraków
- ORP Toruń

Десантний катер проекту 770
- ORP Oka
- ORP Bug
- ORP Narew
- ORP San
- ORP Wisła
- ORP Pilica
- ORP Bzura
- ORP Warta
- ORP Noteć
- ORP Odra
- ORP Nysa

Мінні винищувачі проекту 206ФМ
- ORP Czajka[pl]
- ORP Mewa[pl]
- ORP Flaming[pl]

Тральщики проекту 207П Gardno
- ORP Gardno[pl]
- ORP Bukowo[pl]
- ORP Dąbie [pl]
- ORP Jamno [pl]
- ORP Mielno [pl]
- ORP Wicko [pl]
- ORP Resko [pl]
- ORP Sarbsko [pl]
- ORP Necko [pl]
- ORP Nakło [pl]
- ORP Drużno [pl]
- ORP Hańcza [pl]

Тральщики проекту «Mamry» 207М
- ORP Mamry [pl]
- ORP Wigry [pl]
- ORP Śniardwy [pl]
- ORP Wdzydze [pl]